# Robot parallelo
Un robot parallelo è un sistema meccanico che utilizza dei bracci meccanici controllati da un computer per supportare una piattaforma, o "end-effector". ll robot parallelo più conosciuto è formato da sei pistoni (o attuatori) che sostengono una piattaforma mobile, fondamentale per numerose apparecchiature, come i simulatori di volo. Questo sistema viene chiamato "piattaforma di Gough-Stewart", dal nome dei due ingegneri che l'hanno creato e utilizzato per la prima volta. 

Questi sistemi, conosciuti anche come piattaforme di Stewart generalizzate, sono robot articolati che utilizzano meccanismi simili sia per il movimento del robot sulla base sia per il funzionamento di uno o più bracci robotici sulla piattaforma. 
 Si dicono "paralleli" perché l'end-effector è collegato direttamente alla sua base solitamente da tre o da sei bracci indipendenti l'uno dall'altro e che lavorano in parallelo, ovvero lavorano insieme e coordinatamente, ma non per forza allineati parallelamente: qui parallelo significa che la posizione del punto di attacco alla piattaforma di ogni braccio non dipende dalla posizione degli altri.

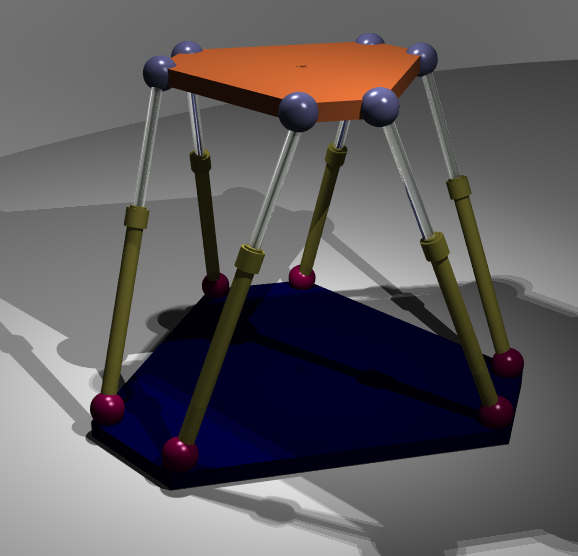
Modello tridimensionale di una piattaforma a sei bracci (Stewart Platform)

## Caratteristiche
Un robot parallelo è costruito in modo tale da permettere che ogni braccio sia corto, semplice ma anche rigido per contrastare movimenti imprevisti della piattaforma. Gli errori nel movimento di un braccio vengono compensati e smorzati dagli altri bracci invece di sommarsi, ma ogni braccio può muoversi solamente entro il suo grado di libertà. È questo meccanismo di compensazione che costituisce la rigidità necessaria del sistema rispetto alle sue componenti. Si può amplificare la rigidità del robot montando sull'end-effector uno strumento di massa molto superiore rispetto a quella del robot in sé, conferendo quindi al robot una grande precisione e velocità nei movimenti.
Ciò spiega il vastissimo utilizzo di questo tipo di robot in simulatori di volo (che richiedono alte velocità con masse molto grandi) e lenti elettrostatiche o magnetiche in acceleratori di particelle (alta precisione nel posizionare grandi masse).

Questa rigidità complessiva permette anche una semplicità costruttiva del sistema: le piattaforme di Stewart a sei bracci ad esempio possono usare giunture prismatiche ma anche cuscinetti sferici, che consentono qualsiasi movimento dell'attuatore, contrastato solo dagli altri bracci: è per questo che sono dette giunture passive.
 L'end-effector può essere montato alle estremità dei bracci ma può anche poggiare su cuscinetti sferici. 

Un altro vantaggio dei robot paralleli è che le apparecchiature pesanti possono essere montate nel centro di una piattaforma che può avere anche una sola base: questa riduzione di peso permette movimenti più rapidi e la centralizzazione della massa riduce inoltre il momento di inerzia complessivo, che ad esempio può essere vantaggioso per un robot mobile o che cammina.
 

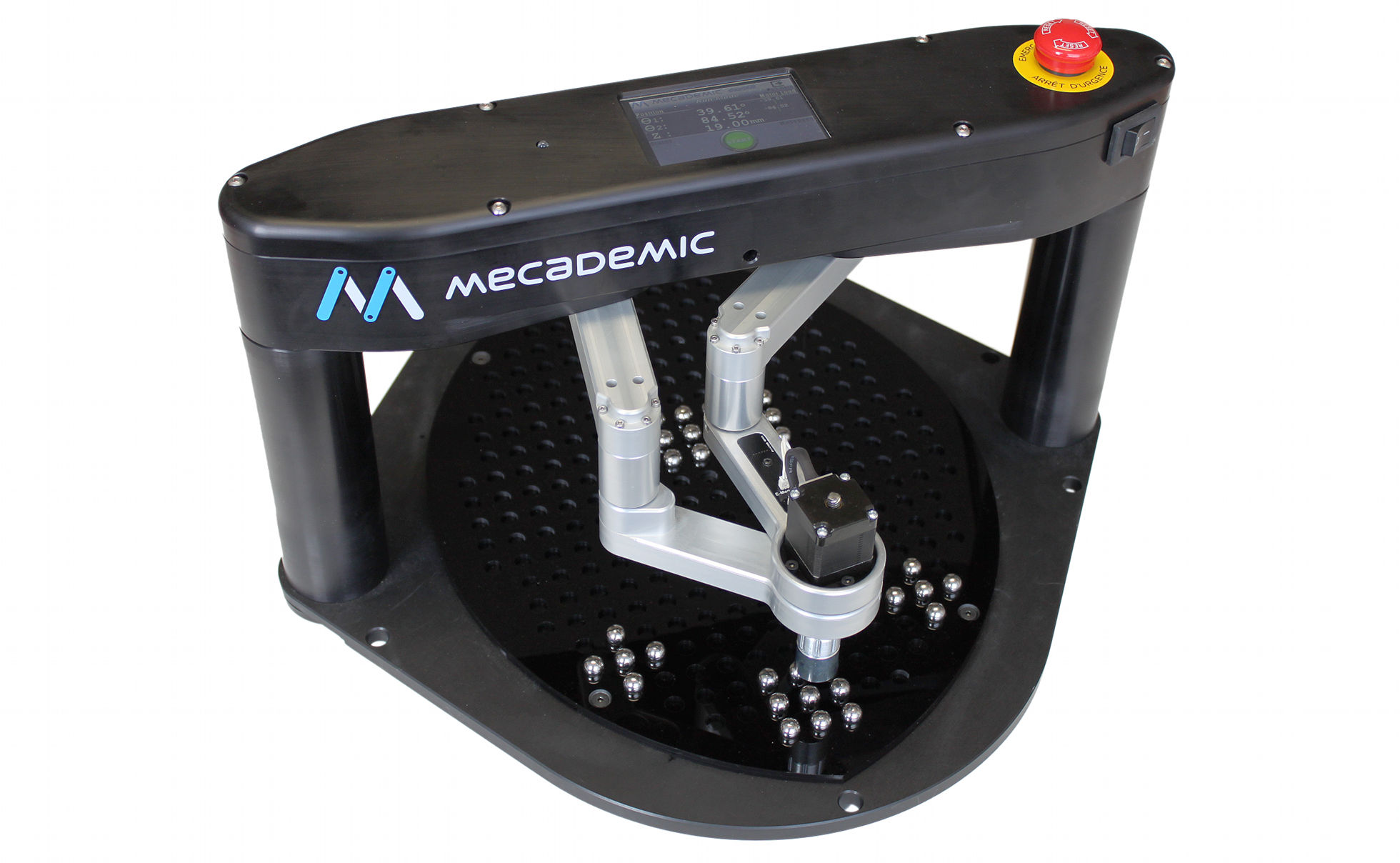
Robot parallelo a cinque bracci

Tutte queste caratteristiche conferiscono quindi a questi robot la capacità di compiere una vasta gamma di movimenti, sebbene a volte la loro velocità di azione sia limitata dalla loro rigidità.
Alcuni svantaggi dei robot paralleli, rispetto ai robot seriali, sono la loro ristretta area di lavoro, resa tale dai limiti geometrici e meccanici intrinseci nella loro struttura 
 e la non linearità del loro comportamento: il comando necessario per ottenere un movimento rettilineo o circolare dell'end-effector dipende drasticamente dalla sua posizione nell'area di lavoro e non varia regolarmente durante il movimento: a causa di queste difficoltà questi robot (nonostante le loro eccellenti proprietà) non sono ancora utilizzati in lavorazioni a macchina d'alta precisione.

## Utilizzi
- Simulatori di volo
- Simulatori di guida
- Allineamento di fibra ottica
- Micro manipolatori montati sull'end-effector di un più grande ma lento robot seriale
- Fresatrici di precisione